# Faareavl og Rævestutteri
Faareavl og Rævestutteri er en dansk dokumentarfilm fra 1939, der er instrueret af Jette Bang.

## Handling
Fåreavlerstation ved Julianehåb. Fåreholders hus ved Erik den Rødes gamle boplads. Høns. Køer. Blårævefarm ved Godthåb.